# Sagas de Vinlandia

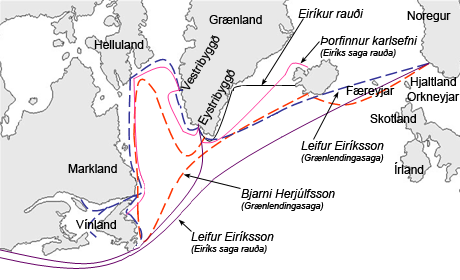
Posibles rutas seguidas en la Saga de Erik el Rojo y la Saga de los Groenlandeses

Las Sagas de Vinlandia son dos sagas islandesas, la Saga de los Groenlandeses (Grænlendinga Saga) y la Saga de Erik el Rojo, (Eiríks Saga Rauða). Ambas sagas anónimas comparten época, argumento y personajes, con algunas diferencias y correcciones deliberadas obra de Haukr Erlendsson y Gunnlaugr Leifsson para adecuar y presuntamente autentificar los escritos a sus intereses, genealógicos o religiosos. Las sagas describen la colonización de Groenlandia por Erik el Rojo y como su hijo Leif Eriksson posteriormente, organiza una expedición y consigue la prueba del descubrimiento de una nueva tierra que anteriormente otro explorador, Bjarni Herjólfsson, había encontrado casualmente en una de sus exploraciones al sur.
Las sagas de Vinlandia representan la información más completa que tenemos sobre la colonización vikinga en América. Ambas obras no fueron escritas hasta al menos 200 años después de los viajes originales y los relatos de estos son, a veces, contradictorios. Sin embargo los historiadores en general creen que estas fuentes contienen pruebas sustanciales de la exploración vikinga de Norteamérica. Su veracidad fue probada por el descubrimiento y la excavación de un asentamiento vikingo en L'Anse aux Meadows en la isla de Terranova, Canadá.